# Montrichard
Montrichard (Aussprache: [mɔ̃tʁiʃaʁ]) ist eine Ortschaft und eine ehemalige französische Gemeinde mit 3.048 Einwohnern (Stand: 1. Januar 2022) im Département Loir-et-Cher in der Region Centre-Val de Loire. Sie gehörte zum Arrondissement Blois und zum Kanton Montrichard.
Mit Wirkung vom 1. Januar 2016 wurden die bisher eigenständigen Gemeinden Montrichard und Bourré zu einer Commune nouvelle  mit dem Namen Montrichard Val de Cher zusammengelegt und haben in der neuen Gemeinde den Status einer Commune déléguée. Der Verwaltungssitz befindet sich im Ort Montrichard.

## Lage
Montrichard liegt am Fluss Cher zwischen Tours und Vierzon.

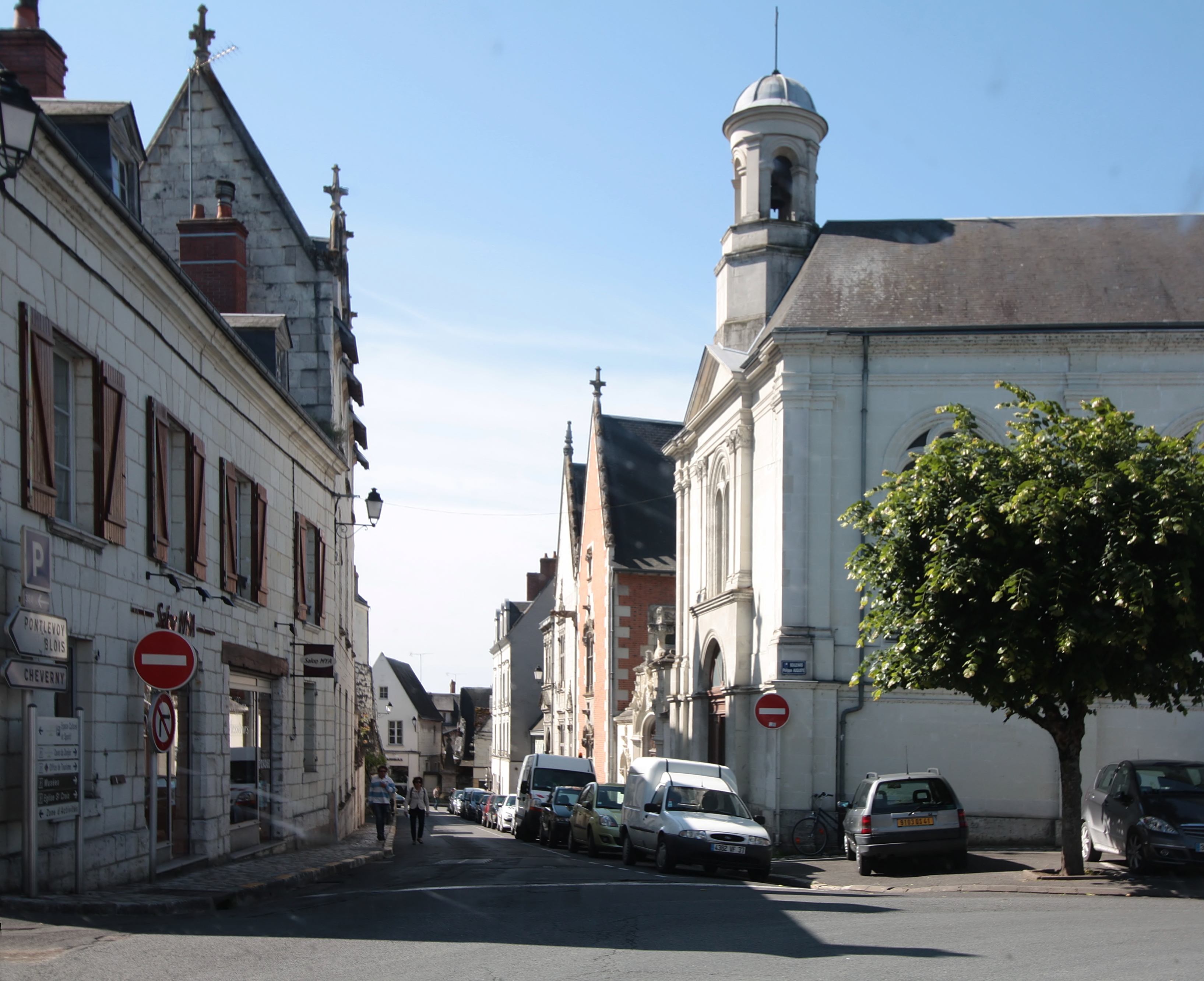
Blick in die Rue Porte aux Rois im Stadtzentrum

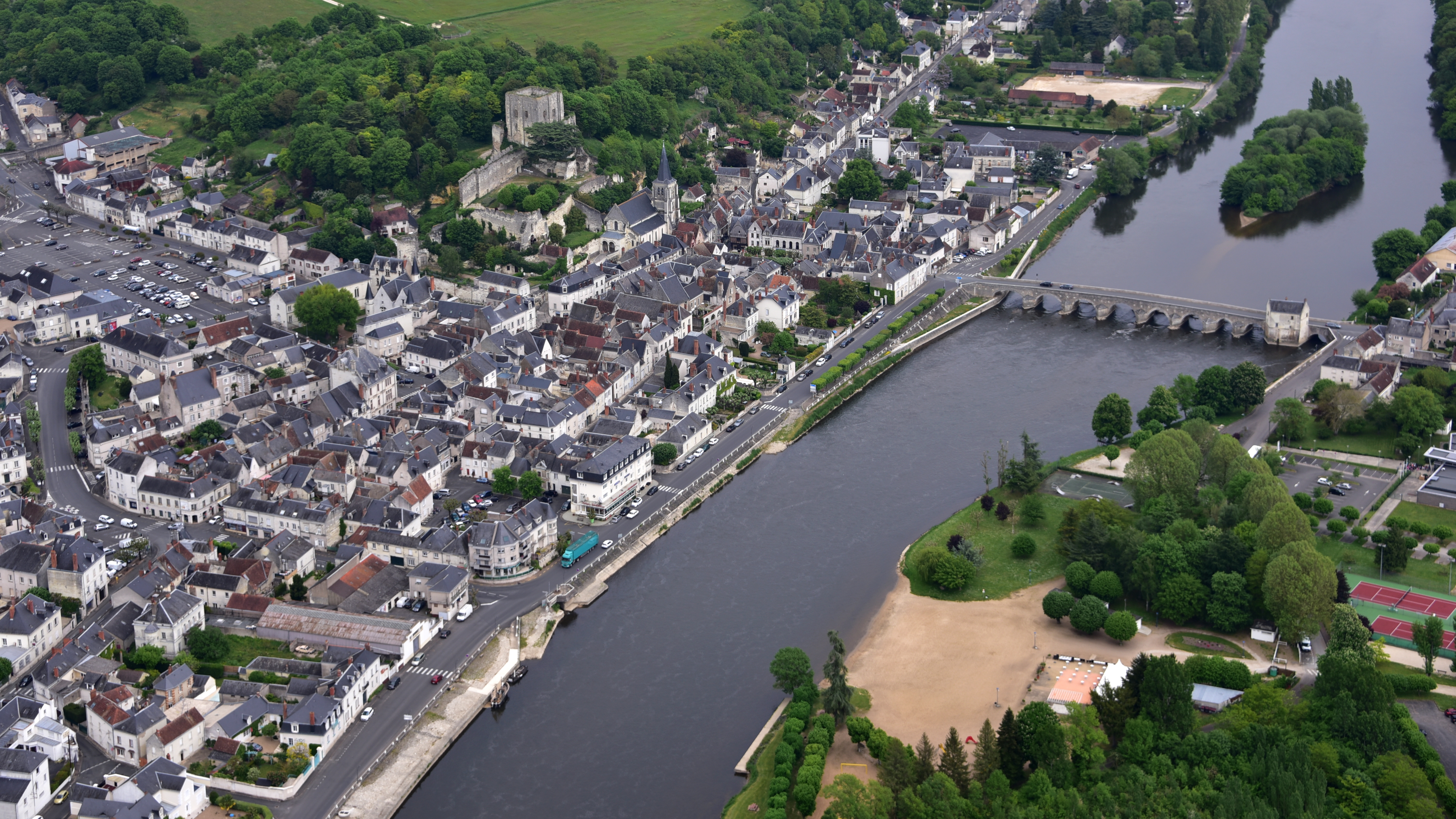
Montrichard, Luftaufnahme (2016)

## Geschichte
Montrichard ist eine mittelalterliche Stadt und ehemals angevinische Festung. Ihr rechteckiger Donjon ist der Rest einer Burg aus dem 11./12. Jahrhundert, die ursprünglich vom Graf Fulko Nerra stammte. Den steinernen Donjon errichtete einer seiner Nachfolger als Herr von Montrichard, Hugues I. d’Amboise. Ehemals hatte der Weinbauort eine wichtige strategische Bedeutung, denn hier kreuzten sich zwei bedeutende Handelsstraßen, nämlich die von Bourges nach Tours sowie die von Paris nach Spanien. Bis in das 15. Jahrhundert gehörte Montrichard den Herren von Amboise. 1461 kaufte Ludwig XI., ein häufiger Verehrer des Gnadenbildes um Vorort Nanteuil, Burg und Ort, verkaufte den Besitz aber wieder. Dieser wechselte danach mehrmals den Besitzer. Im 17. Jahrhundert war die Burg schließlich unbewohnbar geworden.

### Bevölkerungsentwicklung
| Jahr      | 1962 | 1968 | 1975 | 1982 | 1990 | 1999 | 2005 | 2013 |
| --------- | ---- | ---- | ---- | ---- | ---- | ---- | ---- | ---- |
| Einwohner | 3020 | 3313 | 3857 | 3783 | 3786 | 3624 | 3451 | 3319 |

## Sehenswürdigkeiten
- Wallfahrtskirche Notre-Dame de Nanteuil, im Kern aus dem 12. Jahrhundert, überwiegend gotisch
- Donjon, durch Pfeilervorlagen gegliedert, bis 1589 aus drei Etagen bestehend; mit Geschichts- und Heimatmuseum
- Ruine der Burg Montrichard
- Kirche Saint-Croix am Fuße des Donjons, 16. bis 19. Jahrhundert; hier heiratete 1476 der Herzog Louis d’Orléans, der spätere König Ludwig XII., Jeanne de Valois, Tochter Ludwigs XI.
- Alte Häuser, zum Teil in Fachwerkbauweise

## Film
Die Stadt Montrichard ist durch Steven Spielbergs Catch Me If You Can als Heimatstadt der Mutter von Frank W. Abagnale Jr. bekannt, in der der gesuchte Scheckbetrüger Abagnale vom FBI in einer Druckerei gefasst wird.

## Städtepartnerschaft
- seit 1965 mit Eltville am Rhein